# Murdannia
Murdonnia es un género de plantas fanerógamas de la familia Commelinaceae. Distribuidas en las regiones tropicales y templadas del globo.  Comprende 73 especies descritas y de estas, solo 51 aceptadas.

## Descripción
Son plantas herbáceas caducas o perennes con la raíz delgada y tuberosa. Las hojas sésiles y las flores hermafroditas en inflorescencias terminales o axilares de color blanco a púrpura o violeta (raramente amarillas). El fruto es una cápsula.

## Taxonomía
El género fue descrito por John Forbes Royle y publicado en Illustrations of the Botany ... of the Himalayan Mountains ... 1: 403, pl. 95, f. 3. 1839. La especie tipo es: Murdannia scapiflora (Roxb.) Royle. 	
Etimología
Murdonnia: nombre genérico que fue nombrado en honor de Murdan Aly, coleccionista y mantenedor del Herbario de Saharunpore.

## Especies seleccionadas
- Murdannia acutifolia
- Murdannia allardi
- Murdannia angustifolia
- Murdannia andreyae
- Murdannia axillaris[4]